# Filistatidae
Filistatidae é uma família de aranhas, que isoladamente constitui a superfamília monotípica Filistatoidea, que agrupa aranhas cribeladas de aspecto primitivo.

## Descrição
As espécies integradas na família Filistatidae são haplogínicas e caracterizam-se por construirem teias tubulares, em geral inseridas em fendas de rochas e buracos no solo.
A família integra 17 géneros e mais de uma centena de espécies descritas. Uma das espécies mais aundantes nas Américas é a Kukulcania hibernalis, cujo nome genérico deriva do feroz deus mesoamericano Kukulkan.
Os membros do género Filistatinella aparentam ser versões miniaturizadas do género Kukulcania, constituído por espécies anteriormente integradas no género Filistata, o qual tem distribuição natural Afro-Eurasiática.

## Géneros
A categorização em subfamílias segue Joel Hallan no seu Biology Catalog:
- Filistatinae Ausserer, 1867
  - Filistata Latreille, 1810 (Mediterrâneo, Ásia, México)
  - Kukulcania Lehtinen, 1967 (Américas)
  - Sahastata Benoit, 1968 (Mediterrâneo até à Índia)
  - Zaitunia Lehtinen, 1967 (Irão, Israel, Tajiquistão, Usbequistão)

- Prithinae Gray, 1995
  - Afrofilistata Benoit, 1968 (África)
  - Andoharano Lehtinen, 1967 (Madagáscar)
  - Filistatinella Gertsch & Ivie, 1936 (USA)
  - Filistatoides O. P-Cambridge, 1899 (Guatemala, Cuba, Chile)
  - Lihuelistata Ramírez & Grismado, 1997 (Argentina)
  - Misionella Ramírez & Grismado, 1997 (Brasil, Argentina)
  - Pikelinia Mello-Leitão, 1946 (Argentina, Colômbia, Galápagos)
  - Pritha Lehtinen, 1967 (Ásia, Região Mediterrânica, Nova Guiné)
  - Wandella Gray, 1994 (Austrália)
  - Yardiella Gray, 1994 (Austrália)

- incertae sedis
  - Microfilistata Zonstein, 1990 (Tadjiquistão)
  - Tricalamus Wang, 1987 (China)